# 장진수 (공무원)
장진수(張鎭洙, 1973년 2월 22일 ~ )는 대한민국의 공무원이다.

## 생애
경상북도 문경에서 태어났다. 전기공학을 전공했으나 2004년 7급 행정직 공무원 시험에 합격하였다. 2005년부터 국무조정실에서 근무했다. 경제조정관실, 총무팀, 조사심의관실, 정보관리비서관실, 총무비서관실 등 여러 부서를 거쳐 2009년 7월부터 공직윤리지원관실에서 일했다. 이곳에서 서무를 담당하다가 2010년 '민간인 불법 사찰 증거 인멸 사건'에 휘말렸다. 윗선의 지시로 민간인 사찰에 연루된 장진수는 2012년 3월 언론을 통해 "2010년 총리실과 청와대의 명령으로 민간인 사찰 증거를 없앴다"고 폭로했다. 장진수의 폭로를 통해 이명박 정부의 불법 사찰 전모가 추가로 드러났지만, 장진수 자신도 증거인멸 등 혐의로 2013년 11월 대법원에서 징역 8월에 집행유예 2년을 선고받으며 공무원 신분을 박탈당했다. 2014년 8월, 전국공무원노동조합 부설 정책연구원의 연구원으로 채용되어 공익제보자 지원 제도 개선, 부패 방지 대안 연구, 정부 정책 모니터링 등을 담당하였다. 2014년 10월 권은희 국회의원의 입법보조원으로 임용되어 활동했다.
장진수는 2012년 4월 4일 시사평론가 김종배가 진행하는 팟캐스트 <이슈 털어주는 남자>에 출연해 류충렬 국무총리실 공직복무관리관이 전달했다는 5천만 원의 사진 5장을 공개했다. 2018년 이명박 정부 시절에 발생한 '국가정보원 특수활동비 유용'을 수사하는 과정에서 장진수의 '청와대 민간인 사찰' 내부 고발은 다시 주목받았다.
2019년 6월부터 진영 행정안전부 장관의 정책보좌관으로 근무했다.

## 경력
- 2005년 : 철도청, 국무총리실
- 2009년 : 국무총리실 재경금융심의관실, 총무관리관실, 조사심의관실, 공직윤리지원관실 주무관
- 2014년 : 전국공무원노동조합 부설 정책연구원 연구원, 국회의원 권은희의 입법보조원
- 2019년 : 진영 행정안전부 장관 정책보좌관

## 저서
- 《블루게이트》. 오마이북. 2014년. ISBN 9788997780112

《블루게이트》는 장진수가 2009년 공직윤리지원관실로 발령을 받은 후부터 2013년 11월 대법원에서 증거인멸 등 혐의로 유죄 판결을 받기까지 '불법 사찰 증거 인멸의 전말'을 담은 책이다.